# Queso romano

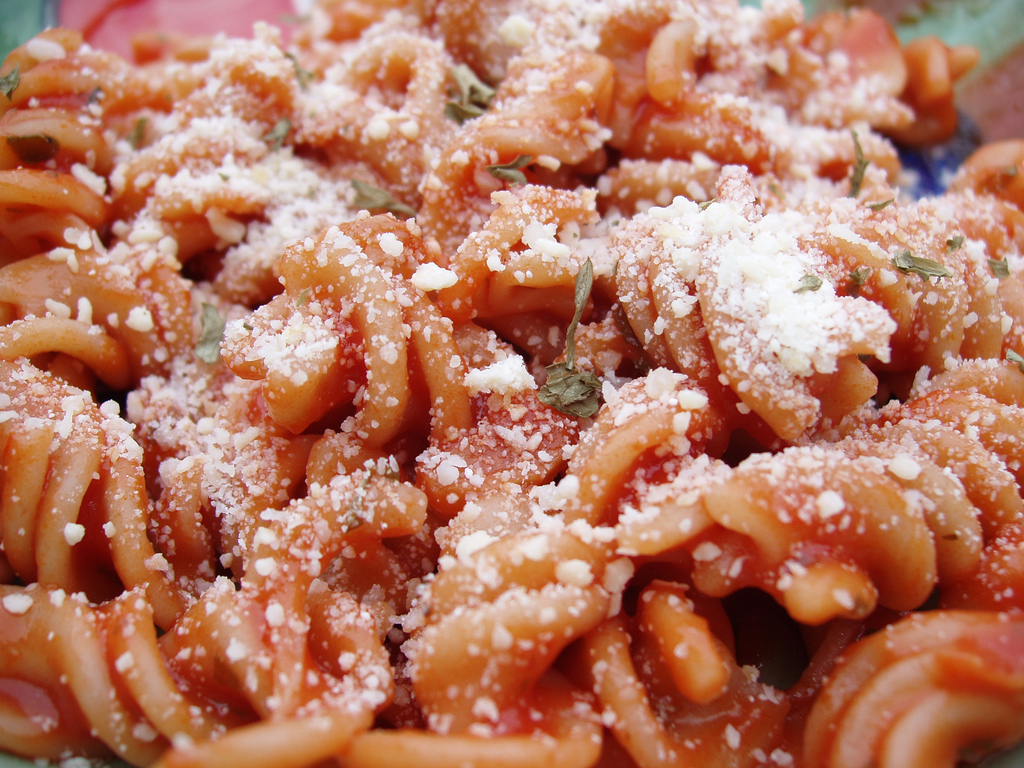
Pasta italiana con salsa de tomate y queso romano.

El queso romano es un queso italiano elaborado con leche de vaca (en este caso se suele denominar «vaccino romano» ). A veces suele elaborarse con leche de oveja (en este caso se denomina «pecorino romano»). Se caracteriza por su densidad y salinidad, suele rallarse para ser empleado en las salsas. 

## Característiscas
Este queso se elabora con un método especial denominado "rummaging curd" que permite las altas densidades de pasta y un salazón elevado. El queso romano posee un contenido graso que puede rondar los 27 %, y un contenido de agua que llega al 32 %. Se trata de un queso italiano de muy larga tradición, muy popular de la zona histórica de Latium.